# Ахмедов, Азим Алимжанович
Ахмедов Азим Алимжанович (узб. Ahmedov Azim Olimjonovich; род. 4 января 1992) — узбекский футболист, выступающий в позиции защитника. С 2023 года игрок наманганского «Навбахора».
Младший брат капитана сборной Узбекистана Одила Ахмедова.
Является воспитанником наманганского «Навбахора». С 2010 по 2015 год выступал в составе этого клуба. За это время сыграл 91 матчей и забил 2 гола. В январе 2016 года подписал контракт с ташкентским «Пахтакором».